# Pułtusk-Nadleśnictwo
Pułtusk-Nadleśnictwo – część miasta Pułtuska w mazowieckim w powiecie pułtuskim. Leży na wschodzie miasta, po przeciwnym brzegu Narwi względem centrum Pułtuska. Główną osią jest ulica Graniczna.